# 木岛萌香
木岛萌香（日语：／ Kijima Moeka，1999年9月2日—），日本女子花样游泳运动员，2018年亚洲运动会集体银牌得主、2022年世界游泳锦标赛集体技术自选和自由组合银牌得主、集体自由自选铜牌得主。